# Zeguo (köpinghuvudort i Kina, Zhejiang Sheng, lat 28,51, long 121,36)
Zeguo (kinesiska: 泽国镇) är en köpinghuvudort i Kina. Den ligger i provinsen Zhejiang, i den östra delen av landet, omkring 230 kilometer sydost om provinshuvudstaden Hangzhou. Antalet invånare är 192 558. Befolkningen består av 90 018 kvinnor och 102 540 män. Barn under 15 år utgör 13,0 %, vuxna 15-64 år 79 %, och äldre över 65 år 7,0 %.
Runt Zeguo är det mycket tätbefolkat, med 1 177 invånare per kvadratkilometer. Närmaste större samhälle är Taizhou, 18,2 km norr om Zeguo. Trakten runt Zeguo består till största delen av jordbruksmark.
Genomsnittlig årsnederbörd är 2 023 millimeter. Den regnigaste månaden är juni, med i genomsnitt 334 mm nederbörd, och den torraste är januari, med 74 mm nederbörd.